# Edward Lasker

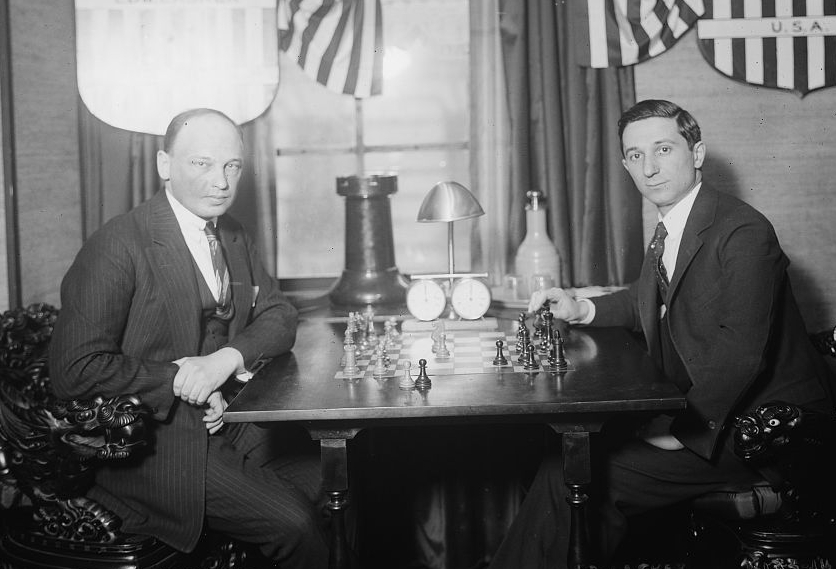
Savielly Tartakower y Edward Lasker.

Edward Lasker (Kempen, Alemania, 3 de diciembre de 1885 - Nueva York 25 de marzo de 1981) fue un gran jugador de ajedrez y de Go. Se le concedió el título de Maestro Internacional de la FIDE. Lasker fue un ingeniero de profesión y autor de libros.

## Primeros años
Edward Lasker nació en Kempen, entonces en Alemania y ahora Polonia. Durante la Primera Guerra Mundial se trasladó primero a Inglaterra y después a Estados Unidos, el lugar de nacimiento de su madre. Cuando Estados Unidos entró en la guerra, fue enviado a filas, pero con el derecho de exención como alemán. Prescindió de su derecho de exención porque le dijeron que obtendría la ciudadanía estadounidense más rápidamente. Sin embargo, la guerra terminó antes de que fuera reclutado.

## Carrera de ciencias
Lasker consiguió graduarse en la Universidad Libre de Berlín en ingeniería mecánica y eléctrica. Entre 1921 y 1923, inventó un sacaleches mecánico que salvó la vida de muchos niños prematuros y le dio a Lasker mucho dinero.

## Ajedrez
Edward Lasker publicó numerosos libros sobre damas americanas, ajedrez y Go. Ganó cinco veces el Campeonato abierto de ajedrez de Estados Unidos (1916, 1917, 1919, 1920, 1921). Su mejor resultado fue su apretada derrota (8.5-9.5) en un encuentro con Frank Marshall por el Campeonato de ajedrez de Estados Unidos en 1923. Lasker fue invitado a participar en el legendario torneo de ajedrez de Nueva York de 1924, enfrentándose a maestros de clase mundial como Alexander Alekhine, José Raúl Capablanca, Emanuel Lasker (un primo lejano) y Richard Réti. 
Su partida más famosa es probablemente el sacrificio de dama y la posterior caza del rey ante Sir George Thomas. Thomas dijo, "Eso es agradable" y Lasker se emocionó por su deportividad cuando lo tradujo al alemán (todavía no había aprendido bien el inglés). Pero a cambio, perdió el peón blanco de d4, con lo que Lasker contrarrestó la reacción de Thomas con una reacción típica que otros contrarios habrían dicho, "Eres afortunado ..."
Aunque Lasker tuvo un registro negativo contra José Raúl Capablanca, sin ninguna victoria, tuvo unas tablas brillantes contra Capablanca con piezas negras en Nueva York en 1924. Lasker normalmente no fue afortunado, por ejemplo, Capablanca llegó una vez un minuto antes de haber perdido la partida, por incomparecencia en Nueva York en 1915, y Lasker jugó la Variante de Riga con la que tenía experiencia, pero Capablanca encontró una continuación ventajosa sobre el tablero.
Vivió en el Upper West Side de Nueva York hasta el momento de su muerte.
Fue amigo del Campeón del mundo de ajedrez Emanuel Lasker. Existe alguna polémica sobre si son parientes. Edward Lasker escribió en sus memorias del Torneo de Nueva York de 1924 publicadas en marzo de 1974 en la edición de la revista Chess Life: "No descubrí si eramos realmente parientes hasta que él (Emanuel Lasker) me dijo poco antes de su muerte que alguien le había mostrado el árbol de la familia Lasker en una de cuyas ramas estaba yo."

## Go
Lasker estuvo profundamente impresionado por el Go. Leyó algo del juego por primera vez en un artículo de revista de Oskar Korschelt que sugería que este era un rival del ajedrez, una reivindicación que encontró divertida. Después, su interés fue revivido cuando vio una partida de go en la contraportada de un periódico japonés que estaba siendo leída por un cliente de un café donde él jugaba al ajedrez. Él y Max Lange cogieron el periódico que había dejado y descifraron el diagrama, pero la partida no estaba completa. La posición les llevó a asumir que la notación bajo la partida indicaba una victoria negra, pero como no sabían japonés, tuvieron que preguntar a otro cliente japonés del café. Para su sorpresa, era un abandono por parte de las negras. Sólo después de tres semanas de estudio, Max Lange pudo comprender la razón de la victoria blanca. Esta experiencia les condujo a una apreciación más profunda del juego y lo estudiaron en serio, pero no hicieron que se interesaran otros ajedrecistas.
Después de dos años, Emanuel Lasker, entonces campeón del mundo, volvió a Alemania. Cuando Edward le dijo que había encontrado un juego rival del ajedrez, este se mostró escéptico, pero después de enseñarle las reglas y jugar una partida, comprendió que era estratégicamente profundo. Empezaron a estudiar el go con Yasugoro Kitabatake, un estudiante japonés, a quien después de dos años lograron derrotar sin handicap.
Kitabatake organizó una partida para Edward, Emanuel y el hermano de Emanuel, Berthold, contra un matemático japonés que se encontraba de visita y que era un fuerte jugador de go. Los Laskers tomaron un handicap de nueve piedras y jugaron en consulta, considerando sus movimientos profundamente, pero su oponente les derrotó sin esfuerzo y sin gastar mucho tiempo de reflexión. Después de la partida, Emanuel sugirió a Edward que viajaran a Tokio para estudiar el juego. En 1911, Edward consiguió un trabajo en AEG. Después de un año en la compañía, intentó pedir el traslado a la oficina de Tokio, pero como la compañía sólo pedía gente que tuviera inglés fluido en Tokio, se fue a trabajar a Inglaterra primero. Fue detenido durante la Primera Guerra Mundial y nunca fue a Tokio. Sin embargo, Sir Haldane Porter le dio permiso para viajar a EE. UU., que recordó que había ganado el campeonato de ajedrez de Londres en mayo de 1914. Lasker contribuyó al desarrollo del Go en EE. UU. y junto a Karl Davis Robinson y Lee Hartman fundó la Asociación Americana del Go.

## Libros
- Chess strategy, E. Lasker, Plain Label books, 1915, ISBN 978-1-60303-044-1.[6]

- Chess & checkers: the way to mastership, E. Lasker, Plain Label books, 1918, ISBN 978-1-60303-041-0.[7]

- Go y Go-Moku, 1934 (2.ª ed. 1960)
- La Aventura del Ajedrez, 1949 (2.ª ed. 1959), ISBN 0-486-20510-X.
- Secretos del Ajedrez que Yo Aprendí de los Maestros (semi-autobiográfica e instruccional) (1951, 1969) ISBN 0-486-22266-7.
- Ajedrez para la Diversión y Ajedrez para la Sangre, 1942 (2.ª ed.), ISBN 0-486-20146-5.

## Citas
- "Se ha dicho que el hombre se distingue de los animales en que compra más libros de los que puede leer. Yo debería sugerir que la inclusión de unos pocos libros de ajedrez le ayudaría a hacer la distinción inconfundible." - La Aventura del Ajedrez
- "Mientras que las Barrocas reglas del Ajedrez sólo podrían haber sido creadas por los humanos, las reglas del Go son tan elegantes, orgánicas y rigurousamente lógicas que si las formas de vida inteligentes existen en cualquier parte del Universo, casi seguramente juegan al Go."

## Partida ilustrativa
|       |       |       |       |       |       |       |       |    |  |
|       | a8 rd | b8 nd | c8    | d8    | e8    | f8 rd | g8 kd | h8 |  |
| a7 pd | b7 bd | c7 pd | d7 pd | e7 qd | f7    | g7 pd | h7 pd |    |  |
| a6    | b6 pd | c6    | d6    | e6 pd | f6 bd | g6    | h6    |    |  |
| a5    | b5    | c5    | d5    | e5 nl | f5    | g5    | h5 ql |    |  |
| a4    | b4    | c4    | d4 pl | e4 nl | f4    | g4    | h4    |    |  |
| a3    | b3    | c3    | d3 bl | e3    | f3    | g3    | h3    |    |  |
| a2 pl | b2 pl | c2 pl | d2    | e2    | f2 pl | g2 pl | h2 pl |    |  |
| a1 rl | b1    | c1    | d1    | e1 kl | f1    | g1    | h1 rl |    |  |
|       |       |       |       |       |       |       |       |    |  |

|       |       |       |       |       |       |       |       |    |  |
|       | a8 rd | b8 nd | c8    | d8    | e8    | f8 rd | g8    | h8 |  |
| a7 pd | b7 bd | c7 pd | d7 pd | e7 qd | f7    | g7 pd | h7    |    |  |
| a6    | b6 pd | c6    | d6    | e6 pd | f6 nl | g6    | h6    |    |  |
| a5    | b5    | c5    | d5    | e5    | f5    | g5    | h5    |    |  |
| a4    | b4    | c4    | d4 pl | e4    | f4    | g4 nl | h4 pl |    |  |
| a3    | b3    | c3    | d3    | e3    | f3    | g3 pl | h3    |    |  |
| a2 pl | b2 pl | c2 pl | d2 kl | e2 bl | f2 pl | g2    | h2 rl |    |  |
| a1 rl | b1    | c1    | d1    | e1    | f1    | g1 kd | h1    |    |  |
|       |       |       |       |       |       |       |       |    |  |

Esta es la partida más famosa de Lasker y una de las más famosas de todos los tiempos:
Ed. Lasker-Sir George Thomas, Londres 1911 (blitz) 1.d4 e6 2.Cf3 f5 3.Cc3 Cf6 4.Ag5 Ae7 5.Axf6 Axf6 6.e4 fxe4 7.Cxe4 b6 8.Ce5 O-O 9.Ad3 Ab7 10.Dh5!? De7?? (diagrama a la izquierda; 10...Axe5! 11.Dxe5 Cc6 o 11.dxe5 Tf5 gana un peón) 11.Dxh7+!! Rxh7 12.Cxf6+ Rh6 (12...Rh8 13.Cg6#) 13.Ceg4+ Rg5 14.h4+ Rf4 15.g3+ Rf3 16.Ae2+ Rg2 17.Th2+ Rg1 18.Rd2# 1-0 (diagrama a la derecha)